# Ceratostylis glabra
Ceratostylis glabra är en orkidéart som beskrevs av Henry Nicholas Ridley. Ceratostylis glabra ingår i släktet Ceratostylis och familjen orkidéer. Inga underarter finns listade i Catalogue of Life.